# Green Bay Packers 2011
La stagione 2011 dei Green Bay Packers è stata la 90ª della franchigia nella National Football League. La squadra non solo migliorò il record di 10-6 della stagione precedente ma divenne la sesta nella storia della NFL a vincere 15 partite durante la stagione regolare. Il record di 15-1 è il migliore di sempre per una squadra campione in carriera. La squadra vinse le prime 13 partite, portando la striscia che risaliva alla stagione precedente a 19, la seconda migliore della storia L'unica sconfitta fu nella settimana 14 contro i Kansas City Chiefs. Furono inoltre la prima squadra ad essere imbattuta nella NFC North dai Chicago Bears del 1987.
Le statistiche del sito Football Outsiders calcolarono che i Packers furono, giocata per giocata, la migliore squadra della NFL nel 2011. Secondo tale sito, l’attacco della squadra fu prolifico ad alti livelli, classificandosi come il secondo migliore sui passaggi e il terzo migliore in totale. Inoltre il quarterback Aaron Rodgers ebbe la quarta migliore stagione in assoluto dall’inizio dei calcoli, terminando con il miglior passer rating della storia, 122,5. I Packers del 2011 sono una delle cinque squadre della storia della NFL a segnare 35 o più punti in nove gare della stagione e una delle uniche due a segnarne almeno 42 in sei partite.
Per tali motivi all’inizio dei playoff i Packers erano visti con i favoriti per ripetersi nella vittoria del Super Bowl. Tuttavia essi divennero la prima squadra della storia a vincere 15 partite e a venire subito eliminata nei playoff, dopo la sconfitta a sorpresa con i New York Giants (che avevano un record di solo 9-7) con un punteggio di 37–20 al Lambeau Field. 

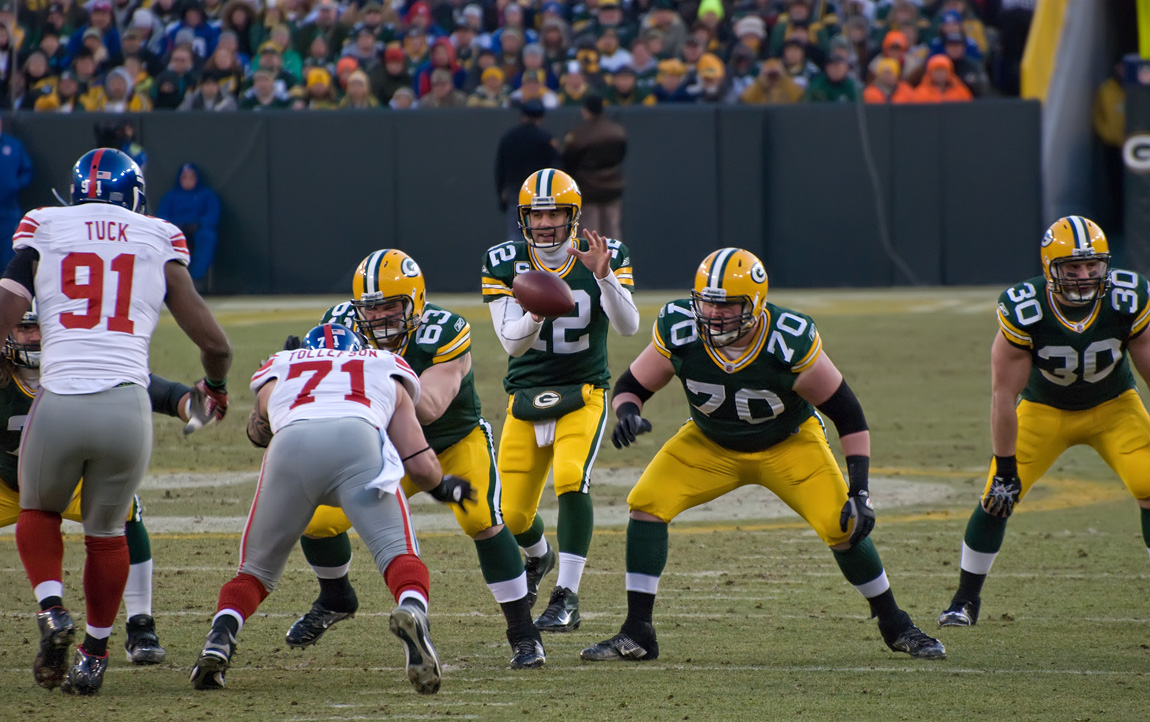
La partita di playoff contro i New York Giants

## Roster
| Roster dei Green Bay Packers nel 2011 |
| --- |
| Quarterback - 10 Matt Flynn - 6 Graham Harrell - 12 Aaron Rodgers Running Back - 25 Ryan Grant - 30 John Kuhn FB - 33 Brandon Saine - 44 James Starks Wide Receiver - 18 Randall Cobb - 80 Donald Driver - 85 Greg Jennings - 89 James Jones - 87 Jordy Nelson Tight End - 83 Tom Crabtree - 88 Jermichael Finley - 82 Ryan Taylor - 84 D.J. Williams Offensive Linemen - 75 Bryan Bulaga T - 76 Chad Clifton T - 70 T.J. Lang G - 74 Marshall Newhouse T - 63 Scott Wells C - 71 Josh Sitton G - 62 Evan Dietrich-Smith C - 72 Herb Taylor T Defensive Linemen - 95 Howard Green NT - 96 Mike Neal DE - 79 Ryan Pickett DE - 90 B.J. Raji NT - 98 C.J. Wilson DE - 94 Jarius Wynn DE Linebacker - 55 Desmond Bishop ILB - 49 Robert Francois ILB - 50 A.J. Hawk ILB - 59 Brad Jones OLB - 57 Jamari Lattimore ILB - 52 Clay Matthews III OLB - 51 D.J. Smith ILB - 97 Vic So'oto OLB - 93 Erik Walden OLB - 58 Frank Zombo OLB Defensive Back - 42 Morgan Burnett FS - 24 Jarrett Bush CB - 31 Davon House CB - 43 M. D. Jennings FS - 22 Pat Lee CB - 26 Charlie Peprah SS - 37 Sam Shields CB - 38 Tramon Williams CB - 21 Charles Woodson CB Special Team - 2 Mason Crosby K - 61 Brett Goode LS - 8 Tim Masthay P Lista delle riserve - 36 Nick Collins FS (IR) - 20 Alex Green RB (IR) - 81 Andrew Quarless TE (IR) - 78 Derek Sherrod OT (PUP) Squadra di allenamento - 19 Diondre Borel WR - 35 Jon Hoese FB - 34 Anthony Levine S - 39 Brandian Ross CB |
| Legenda - I rookie sono in corsivo. - Il primo ruolo è il principale mentre gli eventuali successivi indicano i ruoli secondari. - (IR) sta per Injured Reserve ed indica la lista ristretta per un solo giocatore infortunato che può tornare ad allenarsi dopo la settimana 6 e a rientrare in prima squadra dopo che questa ha giocato 8 partite. - (NF-Inj.) / (NF-Ill.) stanno rispettivamente per Non-Football Injured e Non-Football Illness ed indicano le liste dove viene inserito un giocatore che ha un infortunio o una malattia non dipendente dal football americano. - (PUP) sta per Physically Unable to Perform ed indica la lista dove viene inserito un giocatore mentre è in attesa di recuperare la condizione fisica. Nella stagione regolare dopo la sesta partita giocata dalla propria squadra, il giocatore ha tempo tre settimane per riprendere ad allenarsi, più tre settimane aggiuntive dal suo rientro agli allenamenti per rientrare in prima squadra. |

## Calendario
| Stagione regolare |                    |                       |                    |                    |                         |                    |
| Turno             | Data               | Avversario            | Risultato          | Record             | Stadio                  | Sintesi            |
| 1                 | 8 settembre        | New Orleans Saints    | V 42–34            | 1–0                | Lambeau Field           | Recap              |
| 2                 | 18 settembre       | at Carolina Panthers  | V 30–23            | 2–0                | Bank of America Stadium | Recap              |
| 3                 | 25 settembre       | at Chicago Bears      | V 27–17            | 3–0                | Soldier Field           | Recap              |
| 4                 | 2 ottobre          | Denver Broncos        | V 49–23            | 4–0                | Lambeau Field           | Recap              |
| 5                 | 9 ottobre          | at Atlanta Falcons    | V 25–14            | 5–0                | Georgia Dome            | Recap              |
| 6                 | 16 ottobre         | St. Louis Rams        | V 24–3             | 6–0                | Lambeau Field           | Recap              |
| 7                 | 23 ottobre         | at Minnesota Vikings  | V 33–27            | 7–0                | Mall of America Field   | Recap              |
| 8                 | Settimana di pausa | Settimana di pausa    | Settimana di pausa | Settimana di pausa | Settimana di pausa      | Settimana di pausa |
| 9                 | 6 novembre         | at San Diego Chargers | V 45–38            | 8–0                | Qualcomm Stadium        | Recap              |
| 10                | 14 novembre        | Minnesota Vikings     | V 45–7             | 9–0                | Lambeau Field           | Recap              |
| 11                | 20 novembre        | Tampa Bay Buccaneers  | V 35–26            | 10–0               | Lambeau Field           | Recap              |
| 12                | 24 novembre        | at Detroit Lions      | V 27–15            | 11–0               | Ford Field              | Recap              |
| 13                | 4 dicembre         | at New York Giants    | V 38–35            | 12–0               | MetLife Stadium         | Recap              |
| 14                | 11 dicembre        | Oakland Raiders       | V 46–16            | 13–0               | Lambeau Field           | Recap              |
| 15                | 18 dicembre        | at Kansas City Chiefs | S 14–19            | 13–1               | Arrowhead Stadium       | Recap              |
| 16                | 25 dicembre        | Chicago Bears         | V 35–21            | 14–1               | Lambeau Field           | Recap              |
| 17                | 1 gennaio          | Detroit Lions         | V 45–41            | 15–1               | Lambeau Field           | Recap              |

Note: gli avversari della propria division sono in grassetto.

### Playoff
| Playoff        |            |                 |           |        |               |
| Turno          | Data       | Avversario      | Risultato | Record | Stadio        |
| NFC Divisional | 15 gennaio | New York Giants | S 37–20   | 2–0    | Lambeau Field |

## Classifiche
| NFC North             |    |    |   |      |     |      |     |     |     |
|                       | V  | S  | P | %    | DIV | CONF | PF  | PS  | STR |
| (1) Green Bay Packers | 15 | 1  | 0 | .938 | 6–0 | 12–0 | 560 | 359 | V2  |
| (6) Detroit Lions     | 10 | 6  | 0 | .625 | 3–3 | 6–6  | 474 | 387 | S1  |
| Chicago Bears         | 8  | 8  | 0 | .500 | 3–3 | 7–5  | 353 | 341 | V1  |
| Minnesota Vikings     | 3  | 13 | 0 | .188 | 0–6 | 3–9  | 340 | 449 | S1  |

## Statistiche
|                        | Giocatore       | Valore     | Class. NFL | Class. NFC |
| ---------------------- | --------------- | ---------- | ---------- | ---------- |
| Yard passate           | Aaron Rodgers   | 4643 Yard  | 5º         | 4º         |
| Touchdown passati      | Aaron Rodgers   | 45 TD      | 2º         | 2º         |
| Yard corse             | James Starks    | 578 Yard   | 38º        | 18º        |
| Touchdown su corsa     | John Kuhn       | 4 TD       | 31º        | 16º        |
| Yard ricevute          | Jordy Nelson    | 1263 Yard  | 9º         | 7º         |
| Touchdown su ricezione | Jordy Nelson    | 15 TD      | 3º         | 2º         |
| Punti                  | Mason Crosby    | 140 punti  | 4º         | 3º         |
| Yard rit. kickoff      | Randall Cobb    | 941 Yard   | 7º         | 4º         |
| Yard rit. punt         | Randall Cobb    | 295 Yard   | 18º        | 8º         |
| Tackle                 | Desmond Bishop  | 115 Tackle | 13º        | 7º         |
| Sack                   | Clay Matthews   | 6 Sack     | 48º        | 26º        |
| Intercetti             | Charles Woodson | 7 INT      | 1º         | 1º         |